# Antoon Kruysen
Antoon Kruysen (Boxtel, 4 maart 1898 - Chartres, 4 april 1977) was een Nederlands schilder. 
Kruysen is de zoon van de schilder Jan Kruysen en Barbara van Dijk. De schilderlessen van zijn vader resulteren in zijn eerste tentoonstelling op zeventienjarige leeftijd. In de academie voor de Beeldende Kunsten in Rotterdam volgt hij een opleiding, waarna hij vertrekt naar Genève. Daar maakt hij in 1922 naam op de tentoonstelling "Grand Salon d’Art" . Later volgen Parijs, Dreux, Wassenaar, Reims, Oslo en Chartres waar hij zich vestigt.
In Oirschot is een museum, het Kruysenhuis genaamd, gewijd aan het werk van Antoon, zijn vader Jan Kruysen (1874-1938) en zijn zuster Maria Kruysen (1899-1988). 